# The FBI Story
The FBI Story (FBI contra el imperio del crimen en España y en El F.B.I. en acción en Hispanoamérica) es un wéstern de 1959 dirigido por Mervyn LeRoy y protagonizada por James Stewart, Vera Miles y Murray Hamilton. 
Es la primera película que se hizo con el apoyo pleno del FBI y está basada en la obra homónima de Don Whitehead.

## Argumento
El filme trata sobre un agente del FBI ficticio que se llama Chip Hardesty. Comienza con el atentado que Jack Graham cometió en 1955 al colocar una bomba en el bolso de su madre con el objetivo de cobrar el seguro, llevándose a 44 víctimas en el proceso.
La historia se remonta entonces a 1924, cuando Hardesty estaba desmotivado y planeaba dejar la agencia. Sin embargo, J. Edgar Hoover fue nombrado director y reenganchó a Chip. Con su amigo Sam Crandall comenzó entonces a investigar numerosos casos como la lucha contra el Ku Klux Klan y varios atracadores como John Dillinger. Durante la Segunda Guerra Mundial se centran en los nazis y en los 50 en los comunistas.

## Reparto
| Actor           | Personaje                    |
| --------------- | ---------------------------- |
| James Stewart   | John Michael 'Chip' Hardesty |
| Vera Miles      | Lucy Ann Hardesty            |
| Murray Hamilton | Sam Crandall                 |
| Larry Pennell   | George Crandall              |
| Nick Adams      | John Gilbert 'Jack' Graham   |
| Diane Jergens   | Jennie Hardesty              |
| Jean Willes     | Anna Sage                    |
| Joyce Taylor    | Anne Hardesty                |

## Producción
Para hacer la película se compró a Don Whitehead por 100 000 dólares los derechos para hacerla. Una vez preparado todo, se empezó a rodar la obra cinematográfica usando también para ello como consejeros a seis agentes del FBI, que estaban antes en Los Ángeles, Washington D. C. y Nueva York.
La película se filmó entre el 12 de agosto y mediados de diciembre de 1958 y se rodó para este propósito en Nueva York, Quantico, Virginia, y en Washington D. C.. Todos estos lugares están en los Estados Unidos.

## Recepción
En el presente la obra cinematográfica ha sido valorada en portales cinematográficos y por críticos profesionales. En IMDb, con aproximadamente 3800 votos registrados por parte de los usuarios, la película obtiene una media ponderada de 6,5 sobre 10. En cuanto a Rotten Tomatoes, los más de 250 votos registrados en el portal dieron a este filme una valoración media de 3,3 de 5, mientras que los 5 críticos profesionales, que valoraron la película en ese portal, le dieron una valoración media de 5,4 de 10. También cabe destacar, que en el periódico La Vanguardia los usuarios que dieron su opinión allí le dieron a la película una aprobación del 61%.